# 王夫人 (北燕)
王夫人（?—?），中国北燕第二代君主冯弘的夫人。

## 生平
在文成帝冯跋在位的时候，中山公冯弘的原配夫人就是王夫人。王夫人为冯弘先后生下儿子长乐公冯崇、广平公冯朗（北魏冯太后之父）、乐陵公冯邈。
她去世得早，冯弘以慕容氏为王后，王夫人的儿子冯崇一度被立为太子。

## 家庭

### 丈夫
- 冯弘，北燕昭成帝。

### 子
- 冯崇，长乐公。
- 冯朗，广平公，文明皇后冯氏父，孝文幽皇后祖父。
- 冯邈，乐陵公。

### 女
- 冯左昭仪，冯崇、冯朗、冯邈的妹妹，北魏太武帝拓跋焘的左昭仪。